# TELWA
Der sogenannte TELWA-Code war ein Kryptografie-Verfahren, welches im Zweiten Weltkrieg von den Alliierten verwendet wurde.
Seine formale Bezeichnung lautete US War Department Telegraph Code. Er wurde über einen langen Zeitraum benutzt und daher in verschiedenen, abgeänderten Auflagen herausgegeben, so z. B. 1919 und 1942. Er diente zur Verschlüsselung von Verwaltungs- und Personalsachen ohne strategische Bedeutung. Der Code umfasste mehrere tausend Gruppen zu je fünf Buchstaben, so angeordnet, dass die Gruppen aussprechbar waren.
Die Funksprüche begannen immer mit der Buchstabenkombination TELWA, daher der Name. Bei dem TELWA-Code handelt es sich um einen Ersetzungs-Code, bei dem jeweils fünf Buchstaben eine gleich bleibende Bedeutung hatten; die einzelnen Buchstaben in einer Fünfergruppe waren voneinander abhängig.
Im Laufe des Zweiten Weltkrieges stellten deutsche Kryptoanalytiker fest, dass es sich um einen Ersetzungscode (Substitutionscode) handelte.
Durch die Analyse sehr vieler Nachrichten konnte eine bestimmte mathematische Regelmäßigkeit festgestellt werden, die zur Entdeckung von Übertragungsfehlern gedacht war, den Deutschen jedoch bei der Analyse half. Durch die Untersuchung von Wiederholungen, beispielsweise am Anfang und am Ende von Funksprüchen, konnte die erste Fünf-Buchstaben-Kombination durch die Deutschen entziffert werden, woraus sich im Lauf der Zeit ein Großteil der Substitutionen ergab. Da diese Ersetzung keine änderbare Komponente (Schlüssel) bot, reichte eine einmalige Zuordnung zur Entschlüsselung aller Schlüsseltexte.
Die Alliierte erfuhren gegen Kriegsende von der erfolgreichen Entzifferung über Verhöre deutscher kriegsgefangener Code-Brecher durch das Target Intelligence Committee.